# 박진원 (뮤지컬 배우)
박진원은 대한민국의 뮤지컬 배우다.

## 학력
- 중앙대학교 연희예술학부 음악극전공

## 방송
- 풍류대장 - 힙한 소리꾼들의 전쟁 (2021) - Top39(37위)

## 공연
- 올 댓 재즈 (2017) - 올댓보이 역
- 라쁘띠뜨위뜨 (2018) - 원주민왕자 역
- 독립군 - 수원 (2019) - 순사/앙상블 역